# Edgard Tupët-Thomé
Pour les articles homonymes, voir Thomé.
Edgard Tupët-Thomé, né Tupët le 19 avril 1920 à Bourg-la-Reine et mort le 9 septembre 2020 dans le 7e arrondissement de Paris, est un militaire français, compagnon de la Libération.

## Biographie

### Avant guerre
Après avoir obtenu son baccalauréat, Edgard Alphonse Tupët entre à l’École supérieure de théologie catholique de Reims. Mais n’ayant que peu la vocation, il décide de s’engager dans l’armée. En octobre 1938, il devance l’appel et il est incorporé au 8e régiment de zouaves à Mourmelon.

### Seconde Guerre mondiale
Promu sergent, Edgard Tupët-Thomé est des attaques en Lorraine en septembre 1939 et en Belgique l’année suivante.
Il participe avec son unité à la protection de l’évacuation de Dunkerque du corps expéditionnaire anglais du 26 mai 1940 au 3 juin 1940. Il est fait prisonnier le 4 juin 1940 et s’évade pendant son transfert en Allemagne le 10 juin 1940. Il est démobilisé en septembre de la même année.

### Résistance et Libération
Voulant continuer le combat, Edgard Tupët-Thomé tente sans succès de quitter la France, trouve un travail à Clermont-Ferrand, et les circonstances lui font faire la connaissance de Roger Warin, responsable du réseau « Ronald », dont il deviendra, avec Stanislas Mangin, l'un des adjoints. C’est à lui qu’incombe la responsabilité de trouver des terrains d’atterrissage clandestins.
Pierre Fourcaud, chargé de missions du général de Gaulle entre en contact en mars 1941 avec Roger Warin. Tupët, avec Stanislas Mangin, Roger Warin, Gaston Tavian, et Maurice Andlauer, est le premier engagé militaire secret dans les Forces françaises libres.
Parachuté le 9 décembre 1941 dans la région de Châteauroux sur un terrain qu’il a choisi, il est accompagné du chargé de radio Joseph Piet. Blessé à la tête lors de l’atterrissage, il est chargé de mission, responsable des opérations aériennes et de la branche « Action » du réseau « Ali-Tir » dont Stanislas Mangin dirige la branche « Renseignements ». Adjoint immédiat de Mangin, dont il organise le départ par Lysander en février 1942, il prend le pseudonyme d'Edgard Thomé et travaille comme agent de 1re classe. En avril 1942 il fait partir Gaston Tavian dans les mêmes circonstances que Mangin. En raison des blessures reçues six mois plus tôt, il doit quitter la France pour pouvoir se soigner. Le 29 mai 1942, à l’occasion du retour de Tavian par une opération Lysander, Tupët-Thomé, accompagné de Philippe Roques, s’envole pour l’Angleterre.
Promu lieutenant, il bénéficie d’une convalescence puis, à son retour à Londres, demande son affectation dans une unité combattante. En novembre 1942, il quitte l’Angleterre pour le détachement d’instructeurs commando de Saint-Pierre-et-Miquelon, sous les ordres de Stanislas Mangin. En février 1943, toujours avec Mangin, il est affecté au détachement (puis bataillon) des Antilles dont il crée et commande la 2e compagnie qu’il entraîne jusqu’en juillet 1943. En août 1943, le lieutenant Tupët-Thomé rejoint à sa demande le 4e bataillon d’infanterie de l’air (BIA) - futur 2e RCP à Camberley, qui fait partie de la Brigade SAS. Il est breveté parachutiste le mois suivant. En janvier 1944, il est muté comme commandant en second de la 2e compagnie du 3e BIA, qui devient en juillet 1944 le 3e RCP.
Avec le 3e RCP, il remplit, début août 1944, une première mission parachutée dans la région de Daoulas dans le Finistère (opération Derry). Avec sa seule section (12 hommes) il attaque une Kommandantur forte de 60 hommes, tue 12 Allemands, fait 40 prisonniers, repousse une attaque ennemie et libère Daoulas. Il attaque ensuite la garnison allemande de Landerneau, lui inflige des pertes et libère la ville. Il rejoint alors la 6e division blindée américaine pour laquelle il exécute plusieurs missions de reconnaissance.
Edgard Tupët-Thomé est parachuté une deuxième fois le 27 août 1944 dans le Jura ; il attaque et prend Clerval en Franche-Comté, qu’il défend avec 50 hommes contre 27 chars et voitures blindées ennemis. Il tue une trentaine d’Allemands et détruit un char. Il rejoint ensuite la 7e armée américaine et, affecté à un groupe de reconnaissance divisionnaire, se distingue notamment à Arches lors du passage de la Moselle. Le 23 septembre 1944, il ramène sous des feux de mortiers un soldat américain blessé dans ses lignes.
Parachuté une troisième fois en Hollande le 7 avril 1945, il effectue avec sa section forte de 15 hommes de nombreuses attaques sur les voies de communication infligeant à l’ennemi des pertes en hommes et matériel.

### Après-guerre
En 1945, Edgard Tupët-Thomé démissionne de l’armée. Admis à l’École coloniale d’administration, il est nommé administrateur des Colonies en janvier 1946 en Tunisie et deviendra plus tard directeur de la coopérative viticole de Takelsa. Il quitte la Tunisie en 1950 à destination du Canada et gère une propriété agricole dont il a fait l’acquisition.
En 1955, il rentre en France, reprend des études et devient ingénieur en organisation scientifique du travail et entre chez Singer au bureau des études techniques, puis dans un laboratoire pharmaceutique à Neuilly-sur-Seine.
Edgard Tupët-Thomé est attiré par le régime de Moïse Tshombé, président de l'État du Katanga sécessionniste dans le cadre du désengagement des Katangais avec la Belgique. Il y part en juin 1961 pour servir comme conseiller du ministre de la défense Joseph Yav, mais quitte le territoire 25 juillet 1961.
De 1961 à 1965, il est ingénieur chez Panhard. Enfin, il est chef des agences d’une société de tourisme.

### Retraite
Retraité, Edgard Tupët-Thomé vit à Binic dans les Côtes-d'Armor, où il participe aux cérémonies de commémoration. Il est enfin admis à l'Institution nationale des Invalides (INI) à Paris, où il réside en tant que pensionnaire.
Élevé à la dignité de grand-croix de l'ordre national de la Légion d'honneur par décret du 31 décembre 2019, sa décoration lui est remise par un autre compagnon de la Libération, Hubert Germain, également pensionnaire des Invalides,.
Lors des commémorations des 80 ans de l'appel du 18 Juin, le Premier ministre britannique Boris Johnson annonce que les quatre derniers compagnons de la Libération, Daniel Cordier, Pierre Simonet, Hubert Germain et Edgard Tupët-Thomé, sont nommés membres honoraires de l'ordre de l'Empire britannique. La décoration est remise par Ed Llewellyn, ambassadeur du Royaume-Uni à Paris, aux Invalides, le 2 juillet 2020,.

### Mort et hommages
Edgard Tupët-Thomé meurt à l'Institution nationale des Invalides le 9 septembre 2020,.
Le président de la République Emmanuel Macron évoque dans un communiqué « ce résistant de la première heure, qui fut jusqu'à son dernier souffle un homme engagé, prêt à opposer aux mauvais vents de l'histoire le souffle de l'idéal ». La ministre des Armées, Florence Parly, et la ministre de la Mémoire et des Anciens combattants, Geneviève Darrieussecq, lui rendent hommage en déclarant que « chaque moment clé de la Seconde Guerre mondiale en France se retrouve dans l’épopée du jeune Edgard Tupët » et que « à l’instar de ses 1038 frères d’armes, il personnifia l’honneur de la France et la participation de notre pays à la Victoire ».
Les honneurs militaires lui sont rendus le 17 septembre 2020 lors d'une cérémonie présidée par le Premier ministre Jean Castex dans la cour d'honneur de l'Hôtel des Invalides, en présence de nombreuses autorités civiles et militaires. Le cercueil est porté par les élèves officiers de la promotion Compagnons de la Libération de l'École spéciale militaire de Saint-Cyr.
Il est inhumé le 19 septembre 2020 dans le cimetière de Binic,.
Son portrait est exposé avec ceux des cinq autres compagnons de la Libération liés aux Ardennes, sur le mur de l'esplanade Roger Mas, à Charleville-Mézières, en France, du 31 août au 7 novembre 2024, à l'occasion de l'exposition de 110 photographies de compagnons de la Libération réalisés par le studio Harcourt.

## Distinctions et honneurs

### Décorations nationales
- Grand-croix de la Légion d'honneur (2019[4]
  -  Grand officier de la Légion d'honneur (2016)[19]
- Compagnon de la Libération (décret du 17 novembre 1945)[20]Liste des Compagnons de la Libération

Liste des Compagnons de la Libération

- Croix de guerre 1939–1945 (6 citations)

### Décorations étrangères

#### Pays-Bas
- Chevalier de l'ordre d'Orange-Nassau
- Croix de guerre des Pays-Bas

#### Royaume-Uni
- Ordre de l'Empire britannique à titre civil (2020)
- Croix militaire
- King's Medal for Courage in the Cause of Freedom

## Ouvrage
- Spécial Air Service : 1940-1945, l’épopée d’un parachutiste en zone occupée, Paris, Grasset, 1980 (réimpr. 2011), 346 p. (ISBN 978-2-912671-35-6)